# 15e cérémonie des Dallas-Fort Worth Film Critics Association Awards
La 15e cérémonie des Dallas-Fort Worth Film Critics Association Awards, décernés par la Dallas-Fort Worth Film Critics Association, a eu lieu le 19 décembre 2005, et a récompensé les films réalisés dans l'année.

## Palmarès

### Meilleur film
- Le Secret de Brokeback Mountain (Brokeback Mountain)
  - Un long dimanche de fiançailles (A Very Long Engagement)
  - A History of Violence

### Meilleur film en langue étrangère
- Un long dimanche de fiançailles •  France  États-Unis

### Meilleur documentaire
- La Marche de l'empereur

### Pire film
- Catwoman